# La Rose de Saint-Flour

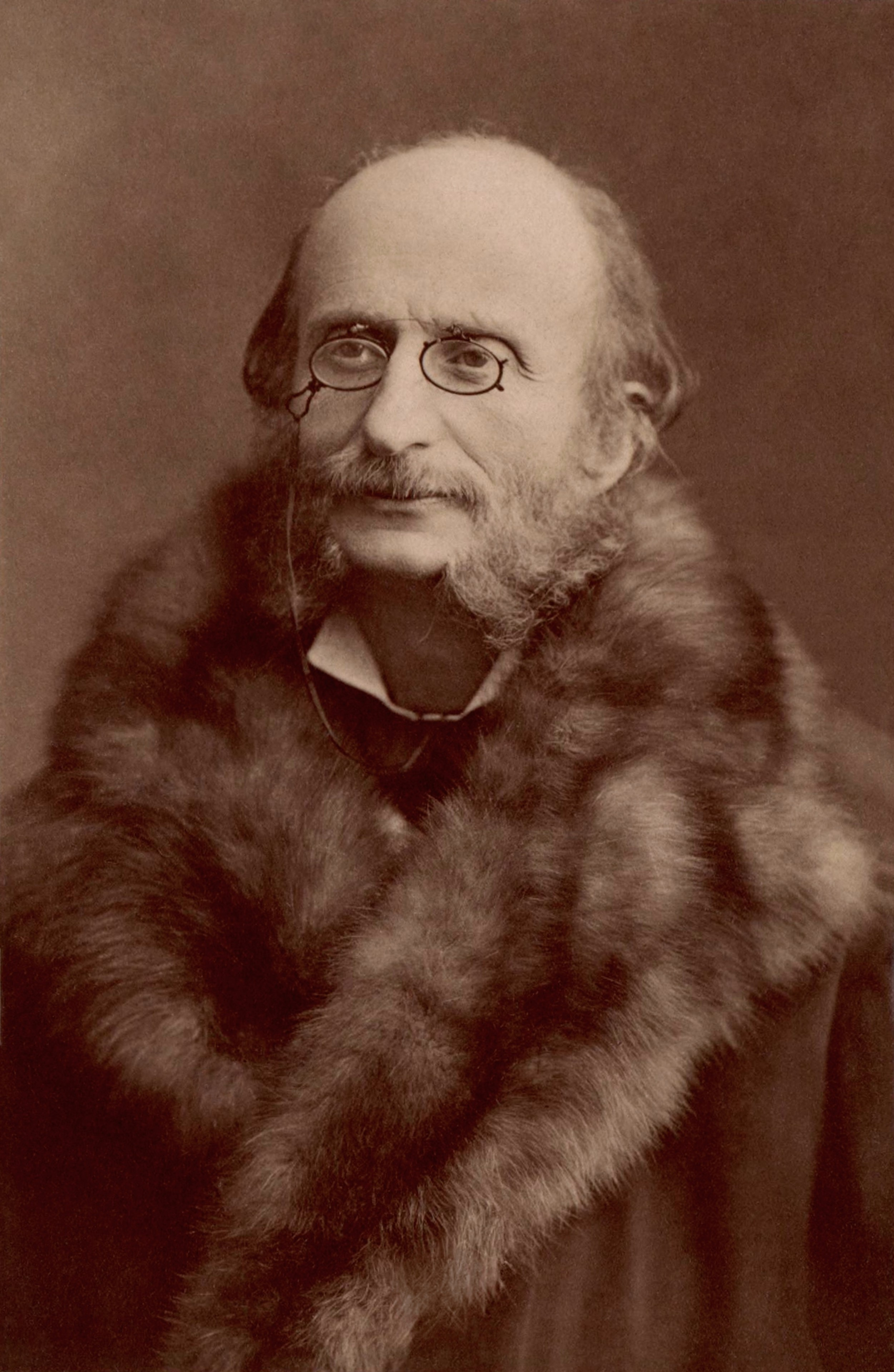
Jacques Offenbach

La Rose de Saint-Flour är en operett i en akt med musik av Jacques Offenbach och libretto av Michel Carré. Den hade premiär den 12 juni 1856 på Théâtre des Bouffes Parisiens i Paris.

## Historia
Operetten hade premiär den 12 juni 1856 och två dagar senare spelades den tillsammans med Les Dragées de baptême för att fira dopet av "Kejsarprinsen". Karaktärerna i stycket talar en occitansk dialekt från Auvergne i dialog och sånger; Pradeua var från Auvergne och blev berömd för sin tolkning av den svartsjuke kopparsmeden. Verket spelades ofta under de kommande tjugo åren och sattes även upp i Wien. I England sattes den upp som The Rose of Auvergne.

## Personer
| Roller      | Röststämma | Premiärbesättning 12 juni 1856 (Dirigent: Jacques Offenbach) |
| ----------- | ---------- | ------------------------------------------------------------ |
| Pierrette   | sopran     | Hortense Schneider                                           |
| Chapailloux | baryton    | Charles Petit                                                |
| Marcachu    | tenor      | Pradeau                                                      |

## Handling

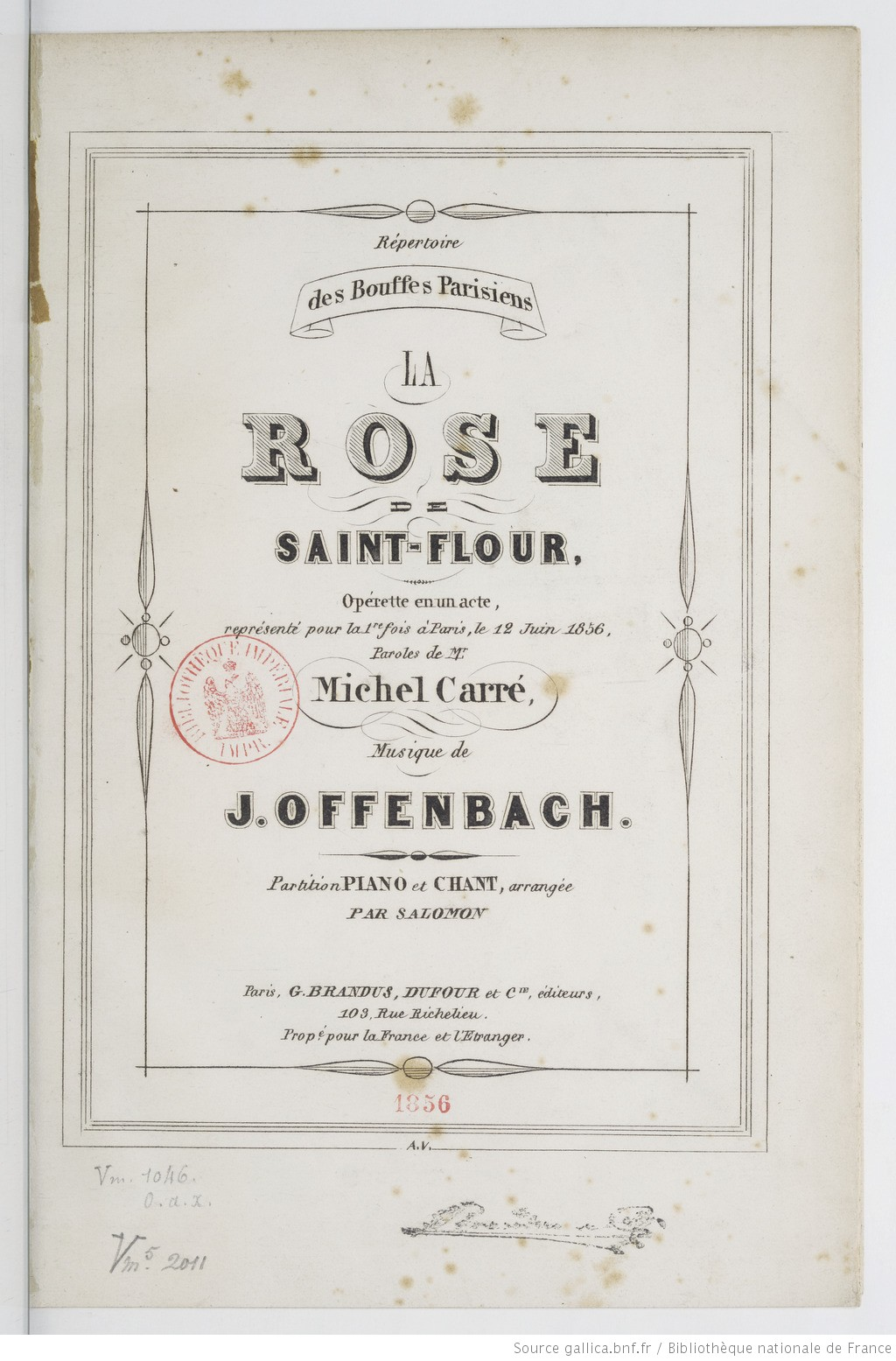
Framsida av klaverutdraget.

Pierrette sörjer sin trasiga kastrull och bestämmer sig för att låna en när hon går ut för att handla. Hon träffar sina båda beundrare, skomakaren Chapailloux och kopparsmeden Marcachu. Då det är Saint-Pierre-festen och det kommer dansas hela natten, önskar hon sig ett par nya paljettskor och en ny kastrull.
Marcachu smyger in i hennes rum och hänger en ny kastrull vid spisen tillsammans med en blombukett. Chapailloux kommer härnäst och ställer ett par nya skor på bordet.
När Pierrette återvänder börjar hon och Marcachu gräla. De förbereder soppan, i vilken oväntade ingredienser hamnar. När Chapailloux anländer äter de och upptäcker att soppan innehåller en av Pierrettes nya skor. Ett nytt gräl uppstår och Marcachu stormar ut med sin kastrull.
Pierrette bestämmer att hon vill ha Chapailloux i stället och denne går tvekande med på detta. Chapailloux ger Pierrette sin hand precis när Marcachu kommer tillbaka för att göra allt bra igen genom att ge Pierrette en ny stol, porslinoch kastrullen. 
En bourrée hörs som startsignal för dansen. Marcachu erkänner sig besegrad och hoppas att han i alla fall kan få bli gudfader till deras barn. Chapailloux och Pierrette dansar och sjunger "Nous n'étions ni homm's ni femmes – Nous étions tous Auvergnats!" ("Vi är varken män eller kvinnor - vi är Auvergnats!").

## Musiknummer
- Ouvertyr
- Couplets: "Entre les deux amours"
- Air: "Chette marmite neuve mamjel est une preuve"
- Recitativ och couplets: "Ah! que cette maison… Pour les p'tits pieds de chelle que j'aime"
- Grand duo: "Eh! la p'tit mère… Quand je cogn' ch'est pour de bon"
- Duetto: "Monsieur de Marcachu – Monsieur de Chapaillou"
- Trio och couplets: "Ah! Comm'nous nous amujames"
- Trio och final: "Je vous épouse et je vous tends la main"